# 데이비드 W. 맥
데이비드 W. 맥(영어: David W. Mack, 1967년 8월 18일 ~ )은 미국의 만화가, 일러스트레이터이다. 본인이 직접 글을 쓰고 그림을 그린 만화 《가부키》, 마블 코믹스에서 조 케사다, 브라이언 마이클 벤디스 등과 함께 연재한 《데어데블》 등이 대표작이며, 이외에는 대체로 표지화에서 모습을 보이고 있다. 캐릭터 에코의 창작자이기도 하다.